# Gouvernorat de Deir ez-Zor
Le gouvernorat de Deir ez-Zor est l'un des quatorze gouvernorats de Syrie ; il a pour capitale la ville de Deir ez-Zor.

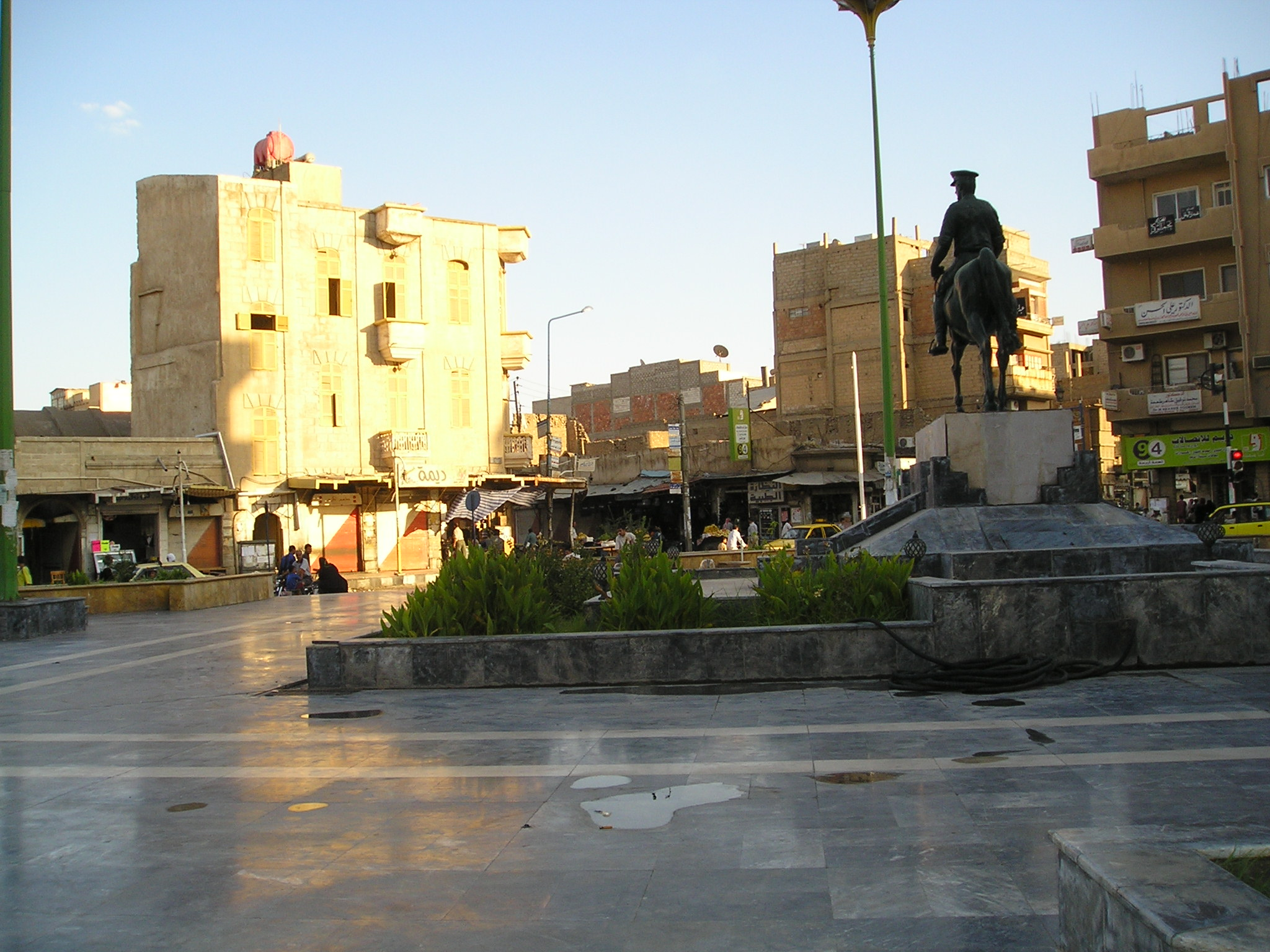
Deir ez-Zor, Syrie - Place du 8 Mars (Sahaat Azar 8)

## Districts
Le gouvernorat est subdivisé en trois districts :
- Deir ez-Zor (en)
- Mayadine (en)
- Abou Kamal (en)